# Davinder Singh Kang
Davinder Singh Kang (ur. 18 grudnia 1988) – indyjski lekkoatleta specjalizujący się w rzucie oszczepem.
Nie awansował do finału igrzysk Wspólnoty Narodów w 2014 roku. Ósmy zawodnik mistrzostw Azji w 2015 roku oraz szósty oszczepnik igrzysk wojska w tym samym sezonie. W 2017 zdobył brązowy medal mistrzostw Azji oraz był finalistą mistrzostw świata. Dziesiąty zawodnik mistrzostw Azji (2019).
Złoty medalista mistrzostw Indii.
Rekord życiowy: 84,57 (7 maja 2017, Patiala). 

## Osiągnięcia
| Rok  | Impreza                             | Miejsce     | Pozycja           | Wynik |
| ---- | ----------------------------------- | ----------- | ----------------- | ----- |
| 2014 | Igrzyska Wspólnoty Narodów          | Glasgow     | el. – 14. miejsce | 70,56 |
| 2015 | Mistrzostwa Azji                    | Wuhan       | 8. miejsce        | 71,28 |
| 2015 | Światowe wojskowe igrzyska sportowe | Mungyeong   | 6. miejsce        | 72,77 |
| 2017 | Mistrzostwa Azji                    | Bhubaneswar | 3. miejsce        | 82,29 |
| 2017 | Mistrzostwa świata                  | Londyn      | 12. miejsce       | 80,02 |
| 2019 | Mistrzostwa Azji                    | Doha        | 10. miejsce       | 71,58 |